# Bezoekerscentrum Dwingelderveld

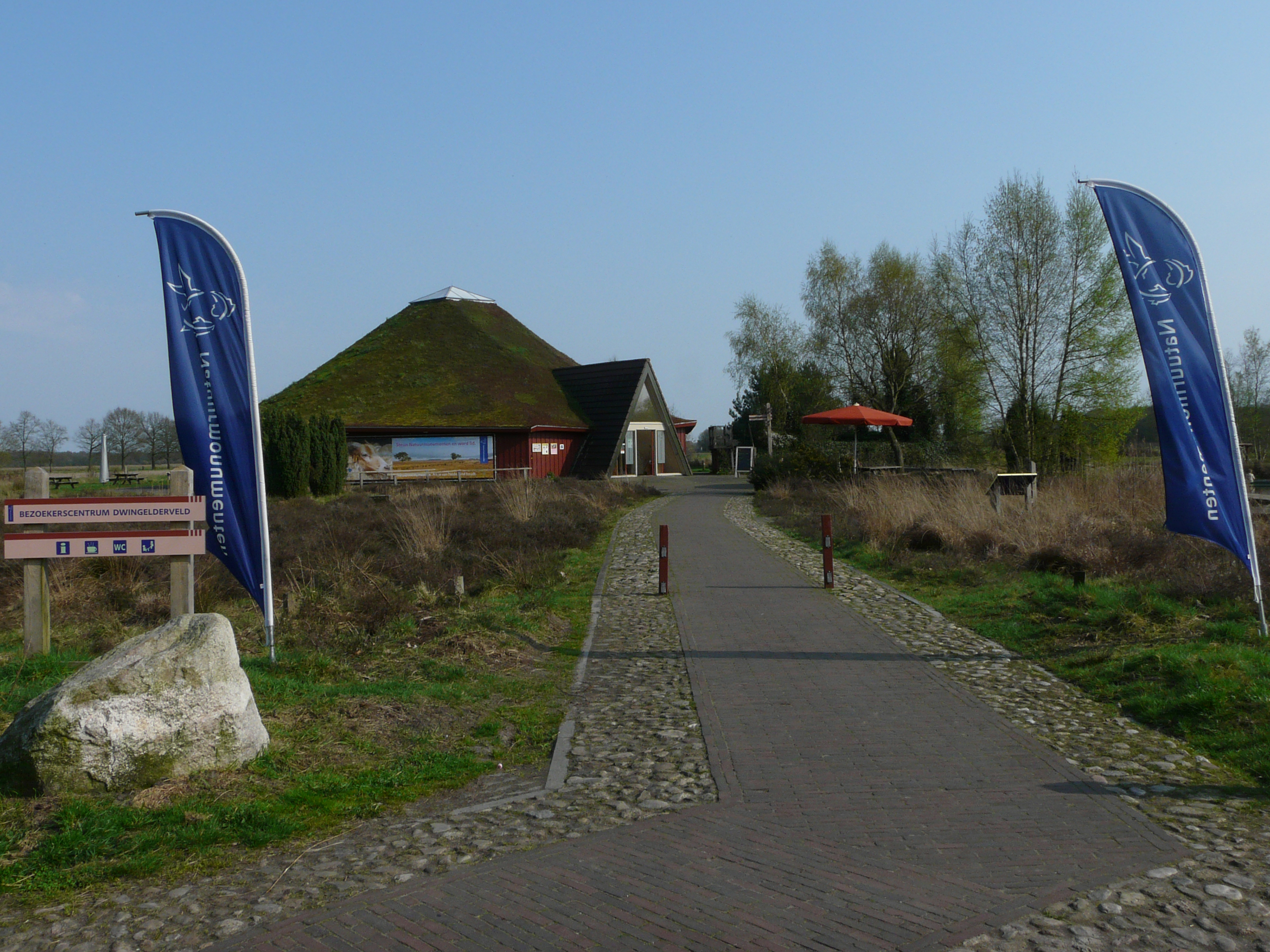
Bezoekerscentrum Dwingelderveld

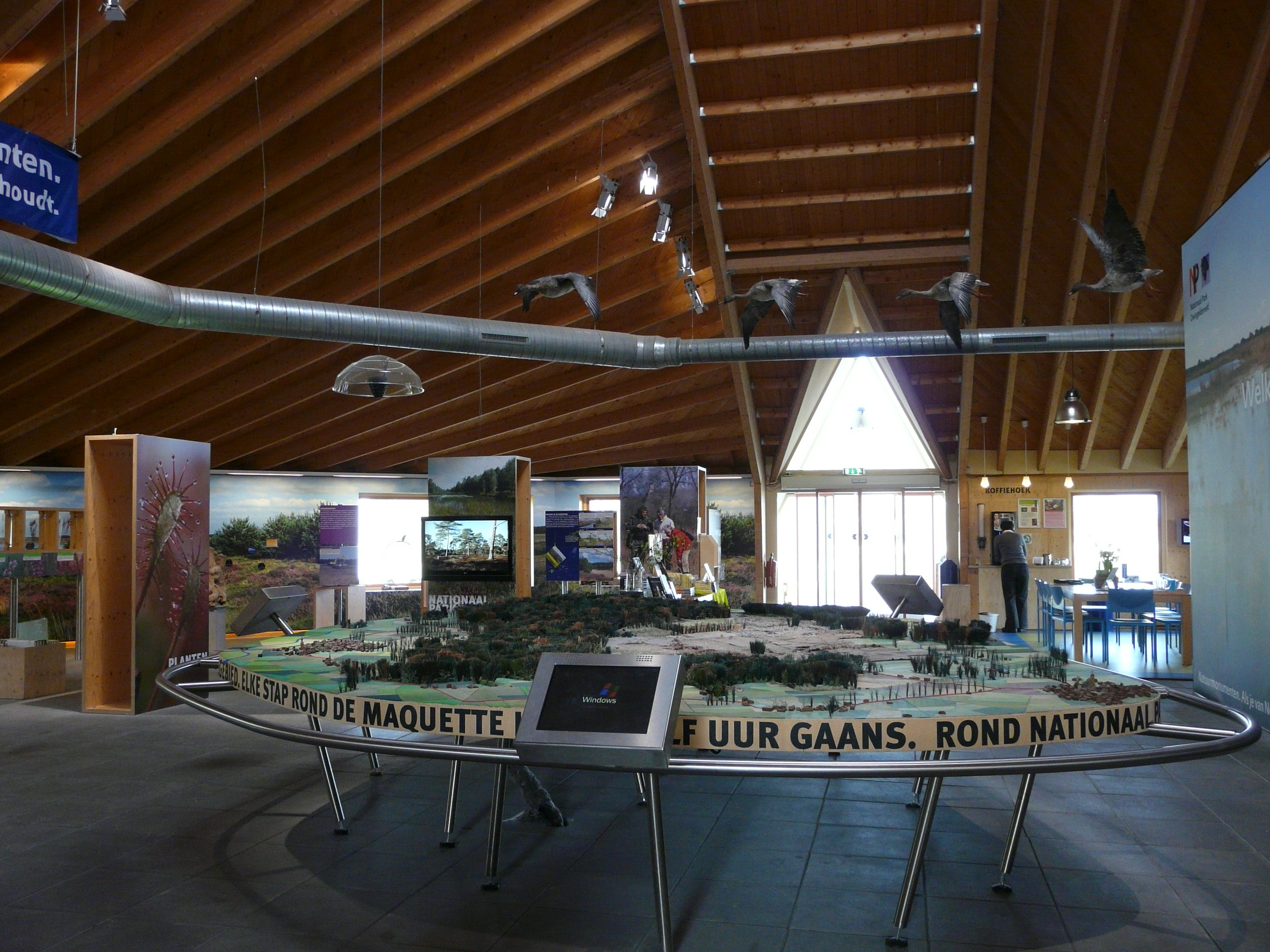
interieur

Bezoekerscentrum Dwingelderveld is een bezoekerscentrum van de Vereniging Natuurmonumenten aan de Benderse te Ruinen in Drenthe. Het ligt aan de rand van Nationaal Park Dwingelderveld.
In en bij het bezoekerscentrum vindt men:
- een tentoonstelling met informatie over de (plaatselijke) natuur, zoals de planten en dieren in de Dwingeloosche, Kraloër en Benderse Heide
- audiovisuele middelen zoals een film over de plaatselijke planten en dieren
- een leestafel met diverse boeken en tijdschriften
- een maquette van het heidegebied
- een speelvoorziening voor kinderen
- een tuin en een poel met kikkers

Iets verderop aan de Benderse bevindt zich de schaapskooi Ruinen met de schaapskudde, die dagelijks met een schaapherder de heide op gaat. Aan de overkant van de Dwingeloosche Heide is een schaapskooi van Staatsbosbeheer.

## Galerij

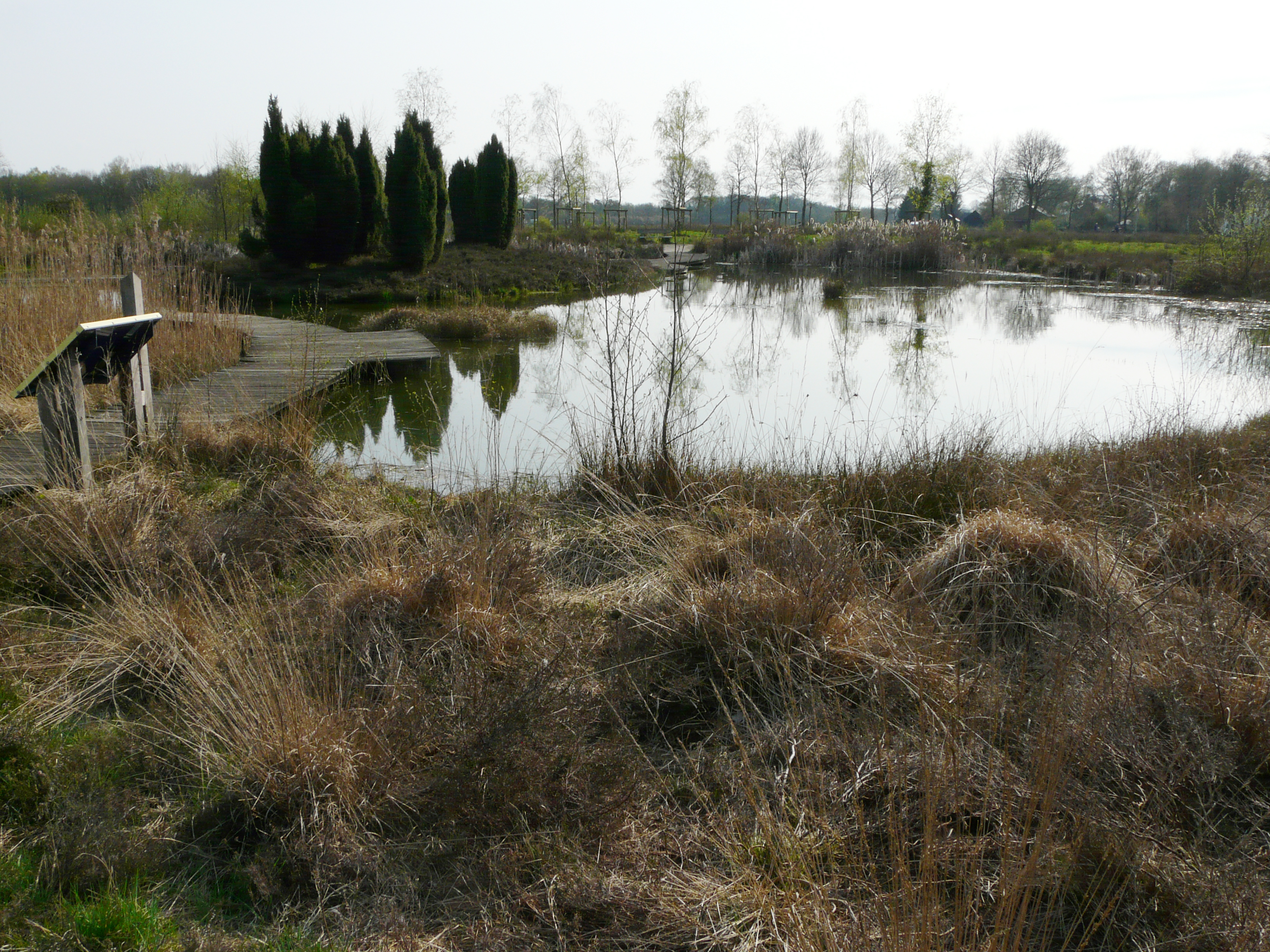
Kikkerpoel
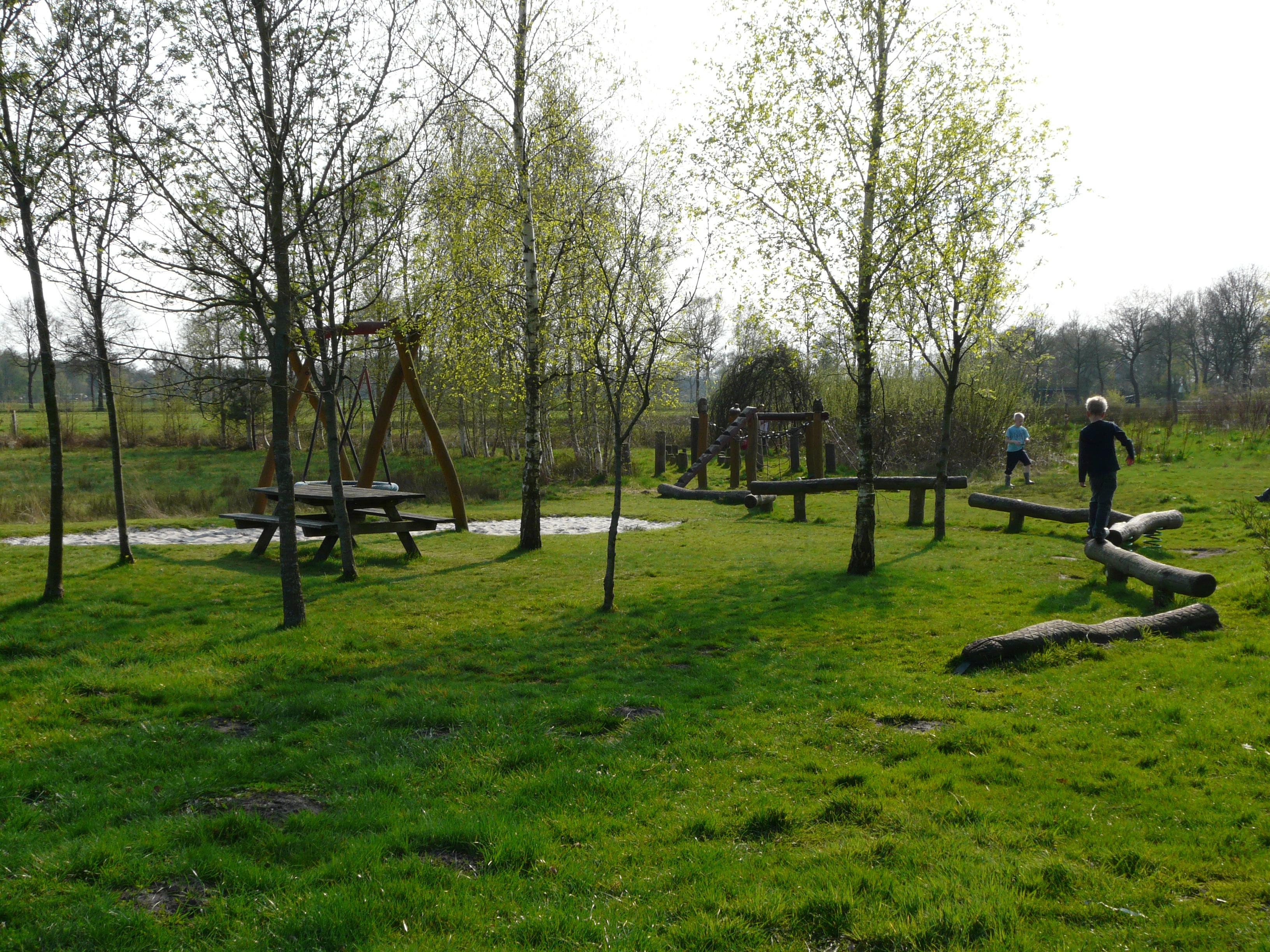
Speelvoorziening kinderen